# Hluboká baseball & softball club
Hluboká baseball & softball club je baseballový a softballový klub z Hluboké nad Vltavou, baseballová hřiště jsou součástí adrenalin parku v Hluboké nad Vltavou. Klub je součástí TJ Sokol Hluboká nad Vltavou, proto někdy v soutěžích vystupuje jako Sokol Hluboká nad Vltavou. Největším úspěchem klubu je účast mužů v České baseballové extralize v sezóně 2004, ale po umístění na posledním 8. místě následoval hned po první sezóně v České baseballové extralize sestup. V současnosti muži A hrají druhou nejvyšší soutěž – Českomoravskou ligu, kde v roce 2008 skončili na 7. místě. V sezónách 2013 až 2019 se klub pravidelně dostává mezi nejlepší týmy této soutěže a díky tomu také do bojů o extraligu. Návrat mezi elitu se jim podařil po vítězství v playoff 1. ligy sezóny 2020, a v sezóně 2021 České baseballové extraligy vylepšili své umístění když se jako nováček soutěže tým umístil na 4. místě z 10 účastníků. 
V sezóně 2022 bude A tým mužů Sokol Hluboká nad Vltavou startovat v České baseballové extralize a Českém poháru.

## Hráčské kategorie
- PŘÍPRAVKA - zde hrají baseball hráči ve věku do 9 let
- U11 - zde hrají baseball žáci ve věku 10 až 11 let
- U13 - zde hrají baseball mladší žáci ve věku 12 až 13 let
- U15 - zde hrají baseball mladší kadeti ve věku 14 až 15 let
- MUŽI A - zde hrají baseball muži ve věku od 16 let
- ŽÁKYNĚ A KADETKY - zde hrají softball žákyně a kadetky ve věku od 13 do 15 let
- ŽENY - zde hrají softball ženy ve věku od 16 let